# 박영훈 (교수)
박영훈(1957년 4월 21일~)은 현재 홍익대학교 사범대학 수학교육과 겸임교수와 사단법인 나온교육의 대표를 맡고 있는 대한민국의 교수이다. 7차 교육과정 중고등학교 교과서를 다수 집필했다.

## 학력
- 인천 제물포고 졸업
- 서울대학교 사범대학 수학교육학 학사
- 서울대학교 대학원 교육학 석사
- 몬태나 주립 대학교 대학원 수학 MA

## 경력
- 사단법인 나온교육 대표
- 홍익대학교 사범대학 수학교육과 겸임교수
- 한국교육개발원 학교교육평가위원
- 대학수학능력시험 검토위원
- 여의도고등학교 교사

## 주요 저서
- 아무도 풀지 못한 문제
- 수학은 논리다
- 원리를 찾아라
- 기호와 공식이 없는 수학카페
- 수학이 없는 나라는 없을까
- 파이의 역사
- 수학 대소동
- 인간적인, 너무나 인간적인 수학

## 수상 목록
- 2001년 과학기술부 장관상 수상

## 같이 보기
- 홍익대학교